# 7 квітня
7 квітня — 97-й день року (98-й у високосні роки) в григоріанському календарі. До кінця року залишається 268 днів.

## Свята і пам'ятні дні

### Міжнародні
- ООН: Всесвітній день здоров'я
- ООН: Міжнародний день пам'яті про геноцид у Руанді

### Іменини
✙ Православні: Юрій (Георгій), Юстин
✝  Католицькі:

## Події
- 529 — після 14-місячної роботи римських юристів оприлюднений Кодекс Юстиніана
- 1348 — чеський король і імператор Священної Римської імперії Карл IV заснував у Празі Карлів університет — перший у Центральній Європі
- 1652 — голландець Ян Ван Рібек заснував в Південній Африці форт Кейптаун
- 1738 — Папа Климент XII особливою буллою звинуватив «вільних каменярів» в лицемірстві, удаванні, єресі і збоченнях. У особливу провину їм була поставлена таємничість і скритність. Винним в приналежності до масонства загрожувало відлучення від католицької церкви
- 1789 — Селім III став османським султаном і почав спроби реформ
- 1795 — у Франції ухвалені закони 18 жерміналя, що запровадили метричну систему та десятичну грошову систему, засновану на франку
- 1805 — прем'єра Симфонії № 3 Бетховена в Театрі an der Wien[en]
- 1827 — англійський фармацевт Джон Вокер винайшов сірники.
- 1906 — виверження вулкана Везувій спустошує Неаполь.
- 1906 — за підсумками Альхесіраскої конференції Марокко було розділене між Іспанією та Францією.
- 1918 — 2-й Запорозький полк (командир — Петро Болбочан) Армії УНР розгромив червоні війська на станції Люботин та зайняв Харків.
- 1927 — здійснено першу публічну телепередачу на велику відстань: з Вашингтона до Нью-Йорка показали виступ міністра торгівлі США Герберта Гувера.
- 1930 — в СРСР виданий указ про розширення системи трудових таборів, переданих в підпорядкування створеному Головному управлінню таборів (ГУЛАГ) у складі ОДПУ
- 1934 — Закон (Постанова ЦВК та РНК СРСР) від 7.04.1935 № 3/598 «Про заходи боротьби із злочинністю серед неповнолітніх», яка передбачала смертну кару через розстріл для дітей віком від 12 років.
- 1939 — Італія вторглася в Албанію. Країну було перетворено на протекторат, а король Зогу I втік з країни.
- 1945 — операція Тен-Го закінчилася перемогою США, а найбільший японський лінкор «Ямато» був затоплений.
- 1946 — колишню Східну Пруссію перетворено на Кенігсберзьку область у складі РРФСР.
- 1948 — набув чинності статут Всесвітньої організації охорони здоров'я (ВООЗ). Нині цей день відзначають як Всесвітній день здоров'я.
- 1956 — Іспанія відмовилася від свого протекторату в Марокко.
- 1964 — IBM анонсувала обчислювальну систему System/360.
- 1969 — символічна дата народження Інтернету, публікація RFC 1[2].
- 1989 — у результаті пожежі, яка виникла на радянському атомному підводному човні «Комсомолець», субмарина затонула, загинуло 42 з 68 членів екіпажу.
- 1992 — Республіка Сербія проголосила незалежність.
- 1995 — в ході першої російсько-чеченської війни російські силовики вирізали село Самашки.
- 2001 — запущено орбітальний апарат «Марс Одіссей».
- 2009 — через оголошення про перемогу комуністів на парламентських виборах у Молдові почалися масові заворушення.
- 2014 — у захопленій днем раніше проросійськими сепаратистами будівлі Донецької ОДА було проголошено «Донецьку народну республіку».
- 2017 — бомбардування авіабази Шайрат.
- 2017 — завербований «Ісламською Державою» терорист в’їхав у натовп людей у Стокгольмі.
- 2018 — Збройні сили Сирії за підтримки Росії та Ірану здійснили хімічну атаку на місто Дума.

## Народились
Дивись також Категорія:Народились 7 квітня
- 1506 — Франциск Ксав'єр, католицький святий та чудотворець, місіонер Азії, єзуїт.
- 1770 — Вільям Вордсворт, англійський поет.
- 1772 — Шарль Фур'є, французький соціаліст-утопіст.
- 1871 — Борис Лазаревський, український письменник.
- 1876 — Іларіон Свєнціцький, український філолог-славіст і мистецтвознавець.
- 1889 — Габріела Містраль, чилійська поетеса, просвітителька, дипломат, борець за права жінок, лауреат Нобелівської премії з літератури (1945).
- 1907 — Ле Зуан, очільник соціалістичного В'єтнаму в 1960—1986 рр.
- 1915 — Біллі Голідей, американська джазова співачка, «Леді-джаз».
- 1919 — Омелян Пріцак, український історик, мовознавець, орієнталіст, засновник і довголітній директор Українського наукового інституту Гарвардського університету.
- 1920 — Раві Шанкар, індійський композитор, віртуоз гри на ситарі.
- 1930 — Ів Роше, французький підприємець, засновник косметичної корпорації «Yves Rocher».
- 1938 — Фредді Габбард, американський джазовий сурмач.
- 1939 — Френсіс Форд Коппола, американський кінорежисер («Хрещений батько»).
- 1945 — Василь Голобородько, український поет.
- 1954 — Джекі Чан, американський кіноактор, каскадер, режисер і продюсер.
- 1959 — Чингіз Абдуллаєв, письменник, автор гостросюжетних творів.
- 1964 — Рассел Кроу, австралійський актор, лауреат премії «Оскар».

## Померли
Дивись також Категорія:Померли 7 квітня
- 1340 — Юрій ІІ, король Галицько-Волинської держави. Намагаючись протистояти експансії Польщі та Угорщини, підтримував союзні відносини з Тевтонським орденом і Литвою. Прагнучи зміцнити князівську владу, вів боротьбу проти бояр, в якій спирався на міщан.
- 1614 — Ель Греко, іспанський художник.
- 1761 — Томас Баєс, англійський математик і пресвітеріанський священик.
- 1762 — П'єтро Гварнері, італійський скрипковий майстер, син Джузеппе Джованні Баттіста Гварнері.
- 1947 — Генрі Форд, американський конструктор автомобілів, засновник корпорації «Форд Мотор».
- 2009 — Дейв Арнесон, піонер створення рольових комп'ютерних ігор.
- 2014  — Жузеп Марія Субіракс, іспанський скульптор і художник.